# Asparagus buchananii
Asparagus buchananii är en sparrisväxtart som beskrevs av John Gilbert Baker. Asparagus buchananii ingår i släktet sparrisar, och familjen sparrisväxter. Inga underarter finns listade i Catalogue of Life.